# Bernard Le Bovier de Fontenelle
Bernard le Bovier de Fontenelle (a veces también aparece referenciado como Bernard le Bouyer de Fontenelle) (Ruan, 11 de febrero de 1657-París, 9 de enero de 1757) fue un  escritor y filósofo francés. 

## Trayectoria
Fontenelle era hijo de un abogado del parlamento y de Marthe Corneille, hermana de Pierre y de Thomas Corneille. Se educó en el colegio de jesuitas de Ruan, donde ingresó con trece años y fue un alumno destacado. Siguiendo la costumbre de la época aprendió la profesión de su padre, pero abandonó las leyes tras ejercer en un único caso y pasó el resto de su vida ejerciendo como filósofo y científico según la tradición cartesiana. 
Escribió piezas galantes, ingeniosas, como L'Amour noyé e Histoire de mes conquêtes. Su Tragédie d'Aspar (1681) fracasó estrepitosamente, pero las óperas Psyché y Bellérophon, en las que él había colaborado, tuvieron un gran éxito, firmadas por Thomas Corneille. 
Escribió asimismo una novela utópica Historia de los Ajaoiens o república de los filósofos, 1682, que solo sería publicada en 1768. No es muy novedosa, excepto en las cuestiones de religión, pues los Ajaoiens eran una sociedad de ateos virtuosos. La Santa Sede la incluyó en el Índice de Libros Prohibidos en 1779.
Establecido en París, logró éxito con: Nouveaux dialogues des morts (1683); Le Jugement de Pluton (1684); Lettres galantes du chevalier d'Her (1685); Réflexions sur la poétique. Luego, publicó una obra valiosa, Entretiens sur la pluralité des mondes (1686), donde habla de cartesianismo y de astronomía con gracia divulgativa. En 1686, entregó Doutes sur les Causes occasionnelles, donde critica el sistema de Malebranche, y una famosa Histoire des oracles (1687).
Ingresó en la Academia francesa en 1691, donde tomó claro partido por los modernos en la famosa Disputa entre antiguos y modernos, que fue determinante en la crisis de la conciencia europea y en la actividad de las Luces. 
Sus Entretiens sur la pluralité des mondes (Conversaciones sobre la pluralidad de los mundos), obra de divulgación científica, tuvo un gran éxito (aunque fue condenada por la Iglesia católica en 1687). Por ello fue nombrado secretario vitalicio de la Académie des sciences, renovado en 1699, y llegó hasta mediados del siglo XVIII, pues fue casi centenario, y tuvo gran relación con los Ilustrados. 
Luego, publicaría un trabajo matemático, Éléments de la géométrie de l'infini (1727). E impulsó la publicación académica Histoire de l'Académie royale des sciences, con dos prefacios, que recoge extractos de memorias de científicos y los elogios de los académicos fallecidos: en 1702 desde 1699; y en 1733, desde 1666.

## Balance
Fontenelle, llamado «prudente» y «discreto», fue un hombre impasible, indulgente, atento a la gloria personal. Fue lúcido e inteligente; estuvo bien informado, especialmente en las ciencias, que supo hacer accesibles y exactas al tiempo. Como Voltaire, ejerció una especie de realeza literaria y mundana, y tuvo un espíritu universal, desde la poesía o la tragedia hasta las matemáticas.
La edición de sus obras en 1766 recoge otras piezas: De l'Existence de Dieu, Du Bonheur, De l'Origine des fables, Sur l'Instinct, Sur l'Histoire, y fragmentos: Traité de la raison humaine, De la Connaissance de l’Esprit humain o Ma République.
Por sus elogios de los académicos, Fontenelle abrió las puertas magistralemente a las siguientes contribuciones en esa dirección de D'Alembert, Condorcet, en el siglo XVIII, y luego de Georges Cuvier, Arago, etc.

## Obras

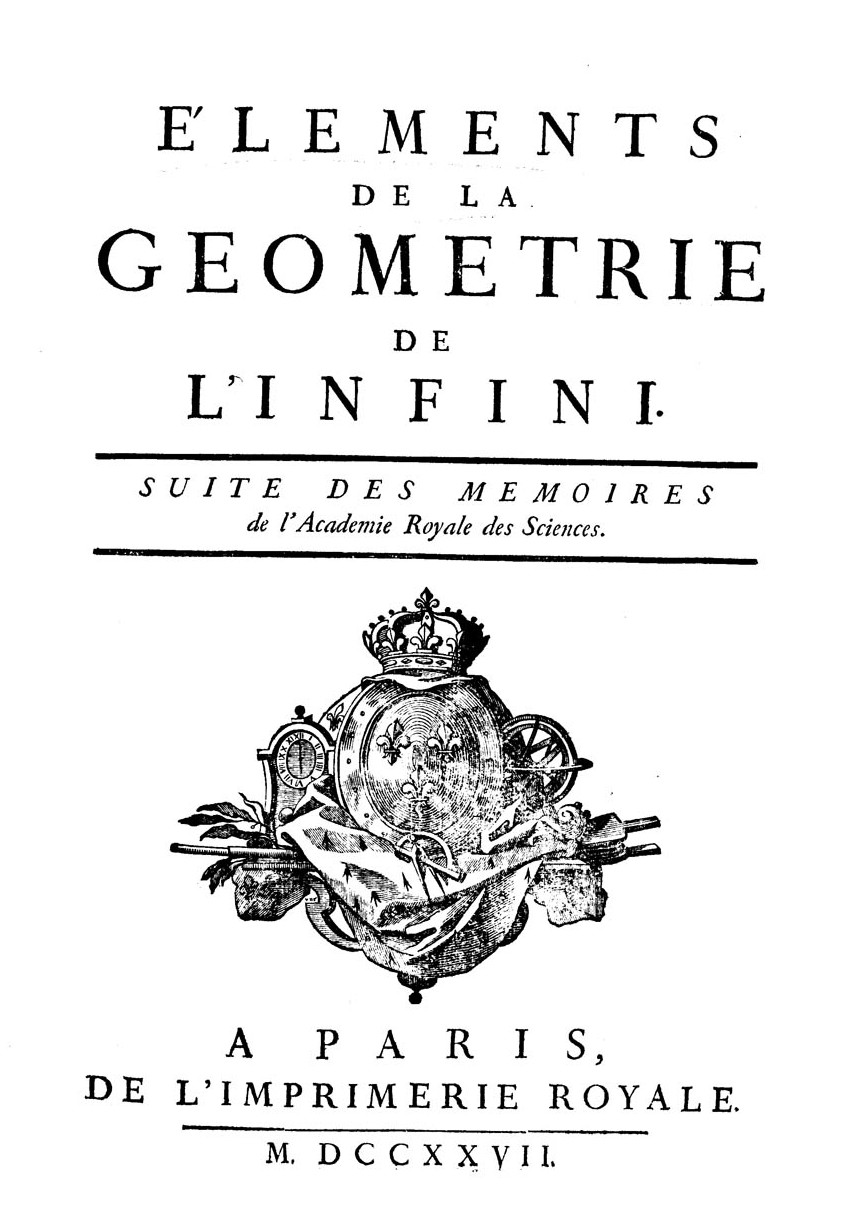
Éléments de la géométrie de l'infini, 1727

- République des philosophes ou Histoire des Ajaoiens (Historia de los Ajaoiens o república de los filósofos ) (1682), póstuma (publicada en 1768)
- Nuevos diálogos de los muertos (Nouveaux dialogues des morts ) (1683)
- Sobre el origen de las fábulas (De l'origine des fables ) (1684)
- Cartas galantes del caballero d'Her (Lettres galantes du chevalier d'He ) (1685)
- Relación de la isla de Borneo (Relation de l'île de Bornéo) (1686)
- Conversaciones acerca de la pluralidad de los mundos (Entretiens sur la pluralité des mondes ) (1686)
- Historia de los oráculos (Histoire des oracles) (1686)
- Digresión sobre los antiguos y los modernos (Digression sur les anciens et les modernes ) (1688)

## Traducciones
- Nuevos diálogos de los muertos, Cátedra (2010) ISBN 978-84-376-2677-2
- Conversaciones sobre la pluridad de los mundos, Editora Nacional (1982) ISBN 978-84-276-0595-4